# Копылов, Николай Дмитриевич
Николай Дмитриевич Копылов (р. 27 июня 1950, Тельновск, Сахалинская область) — советский певец (баритон). Народный артист Российской Федерации (2005). Солист Михайловского театра (с 1982). Профессор кафедры сольного пения факультета музыки РГПУ им. А.И. Герцена.

## Биография
Николай Дмитриевич Копылов родился 27 июня 1950 году в посёлке Тельновск Сахалинской области. В 1967 году стал обучаться на вокальном отделении Хабаровского училища искусств. Ещё будучи студентом первого курса стал работать в Хабаровском театре оперетты.
В 1973 году поступил учиться и позже в 1982 году успешно завершил учёбу в Уральской государственной консерватории им. М.П.Мусоргского в классе народного артиста России, профессора Яна Вутираса. Студентом третьего курса высшего музыкального учреждения стал работать в труппе Свердловского государственного академического театра оперы и балета, где с 1976 по 1982 годы солировал.
В 1982 году по окончании ВУЗа был направлен работать в Ленинградский государственный академический Малый театр оперы и балета, где стал исполнять ведущие партии баритоном. До настоящего времени продолжает работать в Михайловском театре.
Выступления Николая Копылова проходили на многих концертных и театральных площадках Санкт-Петербурга: в государственной филармонии, в БКЗ «Октябрьский», в Академической капелле и других залах города на Неве и России. Народный артист работал с оркестрами под управлением: Ю.Темирканова, В.Кожина, Е.Колобова, К.Тихонова, В.Чернушенко, П.Феранеца, с оркестрами народных инструментов под управлением Н.Некрасова, Д. Хохлова, Н. Калинина, В. Попова, с дирижёрами оркестров: В. Силантьевым, А.Бадхеным, С.Горковенко, Б. Карамышевым. Репертуар Копылова очень обширен и включает в себя классические произведения, старинные русские романсы, которые были исполены в творческих дуэтах с известными пианистами, такими как М.Аптекманом и М.Вайнером.
Николай Дмитриевич участвовал в записи более 10 CD-дисков с ариями оперными и опереточными, народными песнями, русскими романсами, песнями военных лет.
Много гастролировал по зарубежью, бывал с концертами в: Италии, Германии, Франции, Шотландии, Англии, Голландии, Бельгии, Португалии, Греции, США, Аргентине, Южной Корее, Японии.
Профессор кафедры сольного пения в Российском государственном педагогическом университете им. А.И.Герцена. Его ученики работают на многих сценах в театрах России и зарубежных стран.
В 1991 году Николай Копылов был удостоен звания "Заслуженного артиста РСФСР", в 2005 году согласно Указу Президента Российской Федерации ему присуждено звание "Народный артист России".
Проживает в Санкт-Петербурге. 

## Роли
- Скарпиа — «Тоска» Дж. Пуччини,
- Жермон — «Травиата» Дж. Верди,
- Роберт, Эбн-Хакия — «Иоланта» П. И. Чайковского,
- Елецкий, Томский, Златогор — «Пиковая дама» П. И. Чайковского,
- Ренато — «Бал-маскарад» Дж. Верд,
- Князь Игорь — «Князь Игорь» А. П. Бородина,
- Грязной — «Царская невеста» Н. А. Римского-Корсакова,
- Пролог — «Паяцы» Р. Леонкавалло,
- Альфио — «Сельская честь» П. Масканьи,
- Альциндор, Марсель — «Богема» Дж. Пуччини,
- Боцман — «Билли Бадд» Б. Бриттена,
- Онегин — «Евгений Онегин» П. И. Чайковского,
- Валентин — «Фауст» Ш. Гуно,
- Фигаро — «Севильский цирюльник» Дж. Россини,
- Эскамильо — «Кармен» Ж. Бизе,
- Мизгирь — «Снегурочка» Н. А. Римского-Корсакова,
- Демон — «Демон» А. Рубинштейна,
- Риголетто — «Риголетто» Дж. Верди,
- Шакловитый — «Хованщина» М. П. Мусоргского,
- Щелкалов — «Борис Годунов» М. П. Мусоргского,
- Айзенштайн — «Летучая мышь» И. Штрауса.

## Награды и звания
- Заслуженный артист РСФСР (27 апреля 1991).
- Народный артист Российской Федерации (21 апреля 2005).